# Gemeindenummern in Island
Diese Liste der Gemeindenummern in Island ist in aufsteigender Reihenfolge angelegt.
Das ergibt auch die Zuordnung zu den acht Landesteilen.
0 = Reykjavík,
1 = Höfuðborgarsvæðið,
2 = Suðurnes,
3 = Vesturland, 
4 = Vestfirðir,
5 = Norðurland vestra, 
6 = Norðurland eystra,
7 = Austurland und
8 = Suðurland.
Beim Zusammenschluss von Gemeinden ändert sich die Gemeindenummer, auch wenn die daraus entstandene Gemeinde einen der vorhandenen Namen übernimmt.
| Nr.  | Name                          | Einw.   | Ort(e) / Anmerkung                                                                     |
| ---- | ----------------------------- | ------- | -------------------------------------------------------------------------------------- |
| 0000 | Reykjavík                     | 139.875 | Reykjavík                                                                              |
| 1000 | Kópavogur                     | 39.810  | Kópavogur                                                                              |
| 1100 | Seltjarnarnes                 | 4674    | Seltjarnarnes                                                                          |
| 1300 | Garðabær                      | 18.891  | Garðabær                                                                               |
| 1400 | Hafnarfjörður                 | 30.568  | Hafnarfjörður                                                                          |
| 1604 | Mosfellsbær                   | 13.430  | Mosfellsbær                                                                            |
| 1606 | Kjós                          | 285     | ---                                                                                    |
| 2000 | Reykjanesbær                  | 22.059  | Keflavík, Njarðvík, Hafnir                                                             |
| 2300 | Grindavík                     | 3669    | Grindavík                                                                              |
| 2506 | Vogar                         | 1396    | Vogar                                                                                  |
| 2510 | Suðurnesjabær                 | 3925    | Sandgerði, Garður                                                                      |
| 3000 | Akranes                       | 7997    | Akranes                                                                                |
| 3506 | Skorradalshreppur             | 75      | ---                                                                                    |
| 3511 | Hvalfjarðarsveit              | 765     | Melahverfi                                                                             |
| 3609 | Borgarbyggð                   | 4090    | Borgarnes, Hvanneyri                                                                   |
| 3709 | Grundarfjörður                | 861     | Grundarfjörður                                                                         |
| 3711 | Stykkishólmur                 | 1308    | Stykkishólmur                                                                          |
| 3713 | Eyja- og Miklaholtshreppur    | 114     | ---                                                                                    |
| 3714 | Snæfellsbær                   | 1678    | Ólafsvík, Hellissandur, Rif                                                            |
| 3811 | Dalabyggð                     | 653     | Búðardalur                                                                             |
| 4100 | Bolungarvík                   | 997     | Bolungarvík                                                                            |
| 4200 | Ísafjörður                    | 3864    | Ísafjörður                                                                             |
| 4502 | Reykhólahreppur               | 242     | Reykhólar                                                                              |
| 4604 | Tálknafjörður                 | 268     | Tálknafjörður                                                                          |
| 4607 | Vesturbyggð                   | 1182    | Patreksfjörður, Bíldudalur, Krossholt                                                  |
| 4803 | Súðavík                       | 235     | Súðavík                                                                                |
| 4901 | Árnes                         | 47      | Norðurfjörður, Djúpavík                                                                |
| 4902 | Kaldrananes                   | 116     | Drangsnes                                                                              |
| 4911 | Strandabyggð                  | 428     | Hólmavík                                                                               |
| 5200 | Skagafjörður                  | 4306    | Sauðárkrókur, Varmahlíð, Hofsós                                                        |
| 5508 | Húnaþing vestra               | 1258    | Hvammstangi, Laugarbakki, Borðeyri                                                     |
| 5609 | Skagaströnd                   | 484     | ---                                                                                    |
| 5611 | Skagabyggð                    | 89      | ---                                                                                    |
| 5613 | Húnabyggð                     | 1295    | Blönduós                                                                               |
| 6000 | Akureyri                      | 19.893  | Akureyri, Hrísey, Grímsey                                                              |
| 6100 | Norðurþing                    | 3156    | Húsavík, Kópasker, Raufarhöfn                                                          |
| 6250 | Fjallabyggð                   | 1977    | Siglufjörður, Ólafsfjörður                                                             |
| 6400 | Dalvíkurbyggð                 | 1906    | Dalvík                                                                                 |
| 6513 | Eyjafjarðarsveit              | 1171    | Hrafnagil, Brúnahlíð, Kristnes                                                         |
| 6515 | Hörgársveit                   | 780     | Lónsbakki, Hjalteyri                                                                   |
| 6601 | Svalbarðsströnd               | 485     | Svalbarðseyri                                                                          |
| 6602 | Grýtubakki                    | 379     | Grenivík                                                                               |
| 6611 | Tjörnes                       | 60      | ---                                                                                    |
| 6612 | Þingeyjarsveit                | 1393    | Laugar, Reykjahlíð, Skútustaðir                                                        |
| 6710 | Langanesbyggð                 | 592     | Þórshöfn, Bakkafjörður                                                                 |
| 7300 | Fjarðabyggð                   | 5262    | Reyðarfjörður, Brekkuþorp, Neskaupstaður, Eskifjörður, Fáskrúðsfjörður, Stöðvarfjörður |
| 7400 | Múlaþing                      | 5208    | Egilsstaðir, Seyðisfjörður, Fellabær, Djúpivogur, Borgarfjörður eystri                 |
| 7502 | Vopnafjörður                  | 661     | Vopnafjörður                                                                           |
| 7505 | Fljótsdalur                   | 96      | ---                                                                                    |
| 8000 | Vestmannaeyjar                | 4523    | Heimaey                                                                                |
| 8200 | Árborg                        | 11.239  | Selfoss, Eyrarbakki, Stokkseyri                                                        |
| 8401 | Hornafjörður                  | 2547    | Höfn                                                                                   |
| 8508 | Mýrdalshreppur                | 877     | Vík                                                                                    |
| 8509 | Skaftárhreppur                | 680     | Kirkjubæjarklaustur                                                                    |
| 8610 | Ásahreppur                    | 295     | ---                                                                                    |
| 8613 | Rangárþing eystra             | 2035    | Hvolsvöllur                                                                            |
| 8614 | Rangárþing ytra               | 1866    | Hella, Þykkvibær, Rauðalækur                                                           |
| 8710 | Hrunamannahreppur             | 874     | Flúðir                                                                                 |
| 8716 | Hveragerði                    | 3196    | Hveragerði                                                                             |
| 8717 | Ölfus                         | 2573    | Þorlákshöfn, Árbæjarhverfi                                                             |
| 8719 | Grímsnes- og Grafningshreppur | 535     | Sólheimar, Borg                                                                        |
| 8720 | Skeiða- og Gnúpverjahreppur   | 577     | Brautarholt, Árnes                                                                     |
| 8721 | Bláskógabyggð                 | 1280    | Laugarás, Reykholt, Laugarvatn                                                         |
| 8722 | Flóahreppur                   | 708     | ---                                                                                    |